# Eddie Locke
Eddie Locke (2 de agosto de 1930 – Ramsey (Nueva Jersey), 7 de septiembre de 2009) fue un batería de jazz estadounidense. Formó parte de la escena de jazz de Detroit en la década de los 40 y 50, donde compartió escenario con figuras como los hermanos (Hank, Thad y Elvin Jones), Kenny Burrell, Lucky Thompson, Tommy Flanagan, Barry Harris, entre otros. 

## Biografía
Locke formó parte de un grupo de variedades junto al también batería Oliver Jackson llamado Bop & Locke que tocaban en el Teatro Apollo. Se trasladó a New York City en 1954, y trabajó allí con Dick Wellstood, Tony Parenti, Red Allen, Willie "The Lion" Smith o Teddy Wilson. En ese tiempo, se puso bajo la tutela de Jo Jones, y finalmente se hizo conocido como un baterista impulsor y oscilante que mantenía un tiempo sólido y apoyaba al solista. En la década de los 50, formó dos de sus relaciones musicales más fructíferas, una con Roy Eldridge y la otra con Coleman Hawkins. Su debut discográfico llegó con Eldridge en 1959 en "On The Town". Posteriormente, fue miembro del Coleman Hawkins Quartet en los 60 junto al pianista Tommy Flanagan y el bajista Major Holley. Ese grupo hizo álbumes de grna calidad como "Today and Now" de 1963. En los 70, tocó con Roy Eldridge en Jimmy Ryan's en Manhattan, y terminó su carrera como freelance, además de enseñar a jóvenes en la Trevor Day School en el Upper West Side de Manhattan.
Eddie murió la mañana del 7 de septiembre de 2009 en Ramsey (Nueva Jersey).

## Discografía
Como líder de banda
- 1977: Jivin' With the Refugees from Hastings Street (Chiaroscuro Records) con Tommy Flanagan, Major Holley, Oliver Jackson[3]
- 1978: Eddie Locke and Friends (Storyville Records)

Como miembro de banda
Con Ray Bryant
- Little Susie (Columbia, 1960)

Con Kenny Burrell
- Bluesy Burrell (Moodsville, 1962) – with Coleman Hawkins

Con Roy Eldridge
- Swingin' on the Town (Verve, 1960)
- Happy Time (Pablo, 1975)
- What It's All About (Pablo, 1976)

Con Sir Roland Hanna
- Dream (Venus 2001)

Con Coleman Hawkins
- Good Old Broadway (Moodsville, 1962)
- The Jazz Version of No Strings (Moodsville, 1962)
- Hawkins! Eldridge! Hodges! Alive! At the Village Gate! (Verve, 1962) con Roy Eldridge and Johnny Hodges
- Hawkins! Alive! At the Village Gate (Verve, 1962)
- Coleman Hawkins Plays Make Someone Happy from Do Re Mi (Moodsville, 1962)
- Desafinado (Impulse!, 1962)
- Today and Now (Impulse!, 1962)
- Wrapped Tight (Impulse!, 1965)
- Sirius (Pablo, 1966 [1974])

Con Lee Konitz
- Chicago 'n All That Jazz (Groove Merchant, 1975)